# Ordre national du Léopard

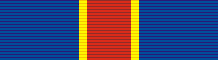
Cordon de l'Ordre

Cordon de l'Ordre (Zaïre)

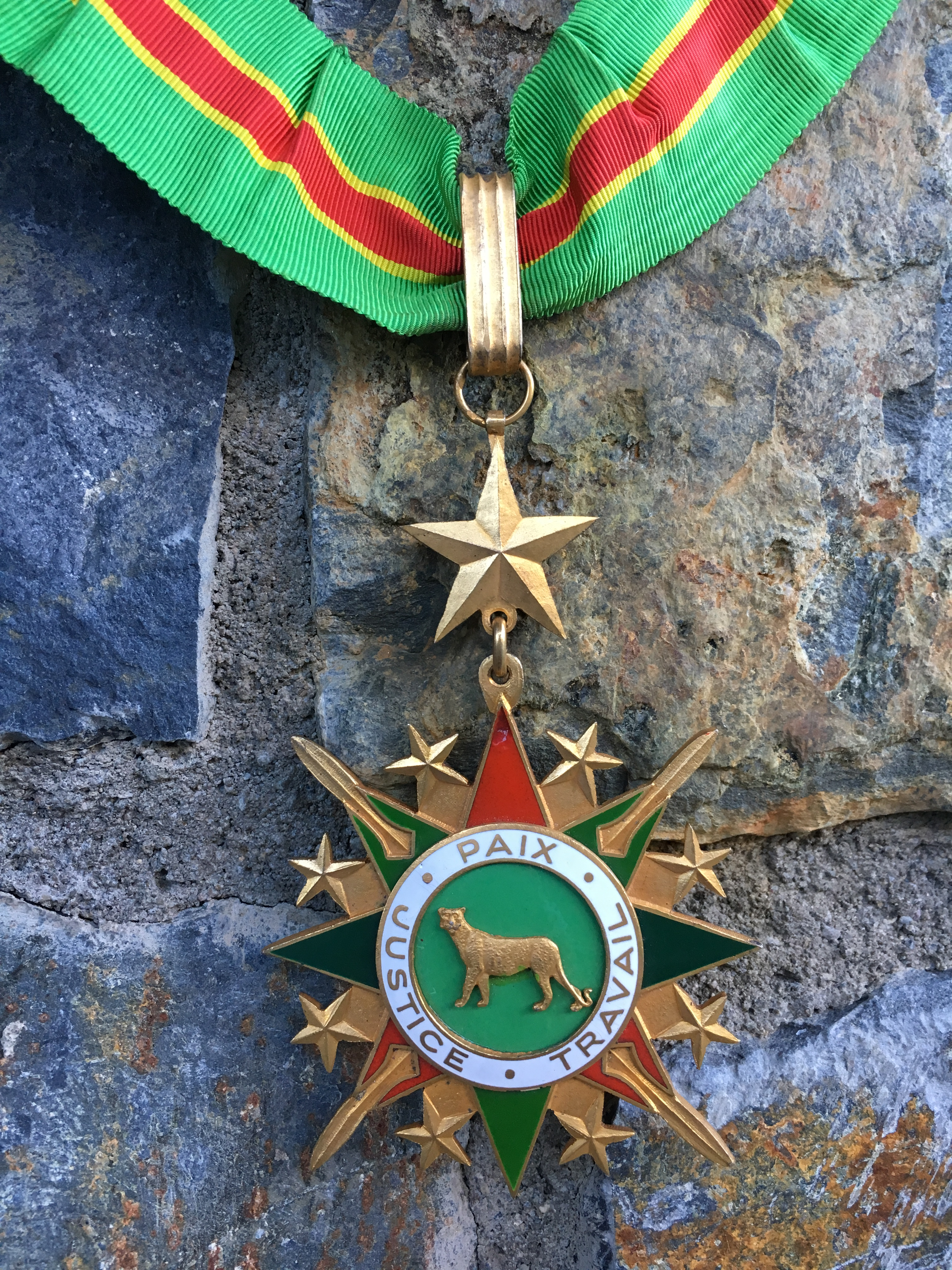
Commandeur

Pour les articles homonymes, voir Léopard.
L'ordre national du Léopard est la plus haute distinction honorifique de la république démocratique du Congo. Elle a été instituée le 24 mai 1966 par l'ordonnance-loi no 66-330 par le président Joseph-Désiré Mobutu. Elle récompense les mérites éminents militaires ou civils rendus à la République.

## Titres
Le président de la République est grand chancelier de l'Ordre. L'administration de l'Ordre est confiée au chancelier. L'ordre national du Léopard comporte cinq grades :
- Grand cordon
- Grand officier
- Commandeur
- Officier
- Chevalier

À l'automne 1969, Mobutu décerne l'ordre national du Léopard aux astronautes de la mission Apollo 11: Neil Armstrong, Michael Collins et Buzz Aldrin.

## Principaux récipiendaires
Grand cordon
- Empereur Akihito
- Maria Barroso
- Jean-Bédel Bokassa
- Mohammad Reza Pahlavi
- Elizabeth II (1973)
- Prince Philip  (1973)
- Juan Carlos Ier
- Simon Kimbangu
- Isaac Kalonji
- Jules-Fontaine Sambwa
- Haile Selassie
- Kim Il-sung (1992)[2]
- Kim Jong-il (1992)[2]
- Georges Forrest

Grand officier
- Georges Forrest
- Paul Vanden Boeynants

Commandant
- Fernand Kazadi Lupelekese
- Hugh Wontner
- Yosia Bulo Butso

Officier
- Peter Piot
- Robin Gillett

Chevalier
- Médard Autsai Asenga
- Jean Bolikango
- Jean-Pierre Hallet
- Hosni Mubarak
- Ndaye Mulamba
- ilunga sadiki